# دول غلاب (هندميني)
دول غلاب (بالفارسية: دول گلاب) هي قرية تقع في إيران في قسم هندميني الريفي. يقدر عدد سكانها بـ 336 نسمة بحسب إحصاء 2016.